# فن سكيثي

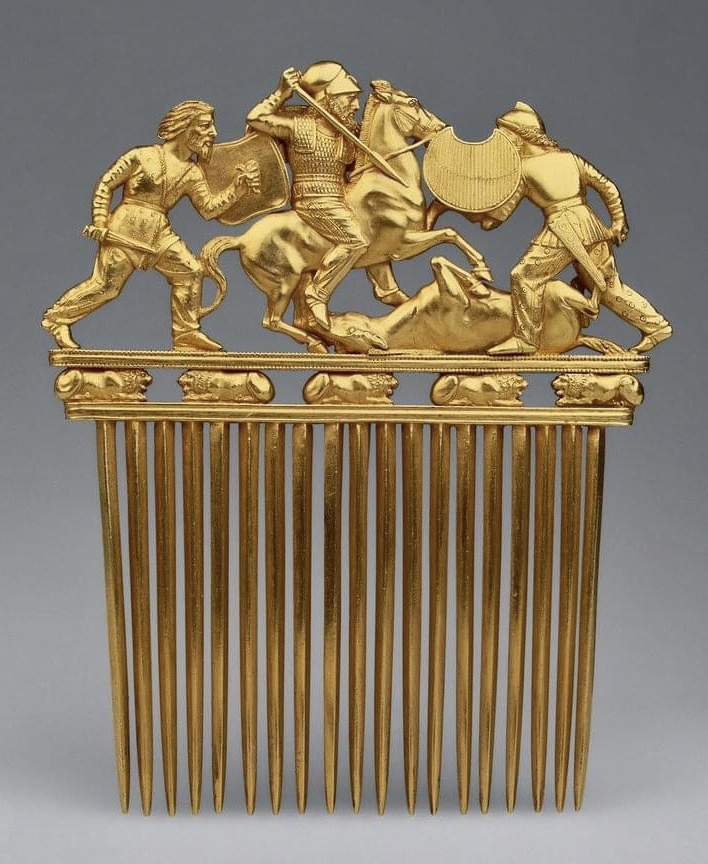
صورة من الفن السكيثي

الفن السكيثي هو الفن المرتبط بالثقافات السكيثية، وهي بالأساس عبارة عن أشياء تزينية مثل المجوهرات التي أنتجتها القبائل البدوية في المنطقة المعروفة باسم سكيثيا، والتي تشغل آسيا الوسطى وأجزاء من أوروبا الشرقية شرق نهر فيستولا وأجزاء من جنوب آسيا مع الأطراف الشرقية للمنطقة المحددة من قبل الإغريق بشكل مبهم. كثيرًا ما تكون هويات الشعوب البدوية في السهوب غير مؤكدة، وبالتالي ينبغي أخذ مصطلح «سكيثي» على نحو فضفاض، إذ أن فن البدو أبعد بكثير في الشرق من منطقة سكيثيا الأساسية وهو يظهر أوجه تشابه وثيقة وكذلك اختلافات، وغالبًا ما تستخدم مصطلحات مثل «عالم سيبيري سيكيثي». تشمل الشعوب الأوراسية البدوية الأخرى المعترف بها من قبل الكتاب القدماء ولاسيما هيرودوت، كلًا من ماساغيتي وسارماتيان وساكا، وهو الاسم الأخير من المصادر الفارسية، في حين أن المصادر الصينية القديمة تتحدث عن شيونغنو أو هسيونغ نو. تعرف علماء الآثار الحديثون من بين أمور أخرى على ثقافات بازيريك وتاغار وألديي بيل مع ثقافة أوردوس اللاحقة غرب بكين قليلًا التي تقع في أقصى الشرق أبعد من كل ما سبق. يعرف فن هذه الشعوب بشكل جماعي باسم فن السهوب.
في حالة السكيثيين، أنتج هذا الفن المميز في الفترة الممتدة بين القرن السابع وحتى القرن الثالث قبل الميلاد، وبعد ذلك هجر السارماتيون السكيثيين بشكل تدريجي من معظم أراضيهم وتنتهي بقايا القبور الغنية بالآثار بين السكان السكيثيين المتبقين عند حدود ساحل البحر الأسود. خلال هذه الفترة، استقر العديد من السكيثيين وشاركوا في التجارة مع الشعوب المجاورة مثل الإغريق.
تضمن الفن السكيثي في الفترة السابقة أشكالًا حيوانية مصممة بأحجام كبيرة للغاية والتي تظهر منفردة أو ضمن مشهد قتال، وكان لهذه الأشكال تأثير كبير ومنتشر وطويل الأمد على الثقافات الأوراسية البعيدة الأخرى مثل الصين والحضارة الكلتية الأوروبية. عندما التقى السكيثيون باليونانيين في الطرف الغربي من منطقتهم، أثرت أعمالهم الفنية على الفن اليوناني وتأثرت به، وصنعت العديد من القطع من قبل الحرفيين اليونانيين للزبائن السكيثيين. على الرغم من معرفتنا أن أعمال الصياغة كانت مجالًا مهمًا في الفن اليوناني القديم، إلا أن القليل جدًا نجا من جوهر العالم اليوناني وتمثل المكتشفات من مدافن سكيثيا أكبر مجموعة من القطع لدينا حتى الآن. يثير مزيج الثقافتين من ناحية خلفية الفنانين وأصل الأشكال والأساليب والتاريخ المحتمل للأشياء، تساؤلات معقدة. يشعر العديد من مؤرخي الفن أن الأساليب اليونانية والسكيثية كانت متباعدة جدًا بحيث لا يمكن للأعمال التي تحمل أسلوبًا هجينًا أن تكون ناجحة مثل تلك التي تطرح بقوة أسلوبًا واحدًا أو آخر. أثرت حضارات مدنية مثل حضارة بلاد فارس والصين وثقافات الجبال في القوقاز، على فن جيرانها البدو.
للفن السكيثي وخاصة المجوهرات الذهبية السكيثية قيمة عالية في المتاحف، إذ يوجد العديد من أثمن التحف الأثرية في متحف الإرميتاج في سانت بطرسبرغ. أنتج جيرانهم الشرقيون، ثقافة البازيريك في سيبيريا، فنًا مشابهًا على الرغم من ارتباطهم بالصينين بطريقة مشابهة لتلك التي لدى السكيثيين مع الثقافتين اليونانية والإيرانية. في السنوات الأخيرة، حقق علماء الآثار اكتشافات قيمة في أماكن مختلفة داخل المنطقة.